# (437) Rhodia
(437) Rhodia – planetoida z pasa głównego asteroid okrążająca Słońce w ciągu 3 lat i 251 dni w średniej odległości 2,39 j.a. Została odkryta 16 lipca 1898 roku w Observatoire de Nice w Nicei przez Auguste Charloisa. Nazwa planetoidy pochodzi od Rhodii, jednej z Okeanid w mitologii greckiej. Przed jej nadaniem planetoida nosiła oznaczenie tymczasowe (437) 1898 DP.